# Area naturale protetta di interesse locale Stazione Relitta di Pino Laricio
La stazione relitta di Pino Laricio è una area naturale protetta di interesse locale situata presso Buti, in provincia di Pisa.

## Territorio
L'area è situata alle pendici orientali dei Monti Pisani, tra il Monte Cucco a nord e il rio Tanali a sud, e confina con l'area naturale protetta di interesse locale Bosco di Tanali.

## Flora
L'area protetta è stata istituita allo scopo di tutelare una stazione relitta di pino laricio (Pinus nigra laricio), probabilmente frutto di un rimboschimento medievale.

## Strutture ricettive
Il parco è visitabile su prenotazione.
All'interno dell'area è stato realizzato il parco didattico del Monte Cucco, con sette percorsi didattici per le scolaresche.